# العلاقات الأذربيجانية الألمانية
العلاقات الأذربيجانية الألمانية هي العلاقات الثنائية التي تجمع بين أذربيجان وألمانيا.

## مقارنة بين البلدين
هذه مقارنة عامة ومرجعية للدولتين:
| وجه المقارنة                                              | أذربيجان        | ألمانيا                                                                              |
| --------------------------------------------------------- | --------------- | ------------------------------------------------------------------------------------ |
| المساحة (كم2)                                             | 86.60 ألف       | 357.41 ألف                                                                           |
| عدد السكان (نسمة)                                         | 10.00 مليون     | 81.29 مليون                                                                          |
| الكثافة السكانية (ن./كم²)                                 | 115.47          | 227.44                                                                               |
| العاصمة                                                   | باكو            | بون، برلين                                                                           |
| اللغة الرسمية                                             | اللغة الأذرية   | اللغة الألمانية                                                                      |
| العملة                                                    | مانات أذربيجاني | يورو، مارك ألماني                                                                    |
| الناتج المحلي الإجمالي (بليون دولار)                      | 40.75 مليار     | 3.68 تريليون                                                                         |
| الناتج المحلي الإجمالي (تعادل القوة الشرائية) بليون دولار | 171.56 مليار    | 3.92 تريليون                                                                         |
| الناتج المحلي الإجمالي الاسمي للفرد دولار أمريكي          | 5.50 ألف        | 41.31 ألف                                                                            |
| الناتج المحلي الإجمالي للفرد دولار أمريكي                 | 17.52 ألف       | 46.40 ألف                                                                            |
| مؤشر التنمية البشرية                                      | 0.751           | 0.926                                                                                |
| رمز المكالمات الدولي                                      | +994            | +49                                                                                  |
| رمز الإنترنت                                              | .az             | .de                                                                                  |
| المنطقة الزمنية                                           | ت ع م+04:00     | توقيت وسط أوروبا، ت ع م+01:00، ت ع م+02:00، توقيت أوروبا الوسطى المعياري (ت غ م +1) ‏ |

## مدن متوأمة
في ما يلي قائمة باتفاقيات التوأمة بين مدن أذربيجانية وألمانية:
- ترتبط باكو مع ماينتس باتفاقية توأمة منذ 1985.[17][17]
- ترتبط سومقاييت مع لودفيغسهافن باتفاقية توأمة منذ 1987.

## منظمات دولية مشتركة
يشترك البلدان في عضوية مجموعة من المنظمات الدولية، منها:
| علم المنظمة | اسم المنظمة                               | تاريخ انضمام أذربيجان | تاريخ انضمام ألمانيا |
| ----------- | ----------------------------------------- | --------------------- | -------------------- |
|             | مؤسسة التمويل الدولية                     | 11 أكتوبر 1995        | 20 يوليو 1956        |
|             | منظمة حظر الأسلحة الكيميائية              | ?                     | 29 أبريل 1997        |
|             | يونسكو                                    | 3 يونيو 1992          | 11 يوليو 1951        |
|             | الاتحاد الدولي للاتصالات                  | 10 أبريل 1992         | 1866                 |
|             | الأمم المتحدة                             | 2 مارس 1992           | 18 سبتمبر 1973       |
|             | مجلس أوروبا                               | 25 فبراير 2001        | 13 يوليو 1950        |
|             | منظمة الشرطة الجنائية الدولية             | ?                     | ?                    |
|             | البنك الدولي للإنشاء والتعمير             | 18 سبتمبر 1992        | 14 أغسطس 1952        |
|             | منظمة الأمن والتعاون في أوروبا            | 30 يناير 1992         | 25 يونيو 1973        |
|             | الاتحاد البريدي العالمي                   | ?                     | 1 يوليو 1875         |
|             | مؤسسة التنمية الدولية                     | 31 مارس 1995          | 24 سبتمبر 1960       |
|             | بنك التنمية الآسيوي                       | 1999                  | 1966                 |
|             | المركز الدولي لتسوية المنازعات الاستشارية | 18 أكتوبر 1992        | 18 مايو 1969         |
|             | وكالة ضمان الاستثمار متعدد الأطراف        | 23 سبتمبر 1992        | 12 أبريل 1988        |

## أعلام
هذه قائمة لبعض الشخصيات التي تربطها علاقات بالبلدين:
- أفق بوداك (لاعب كرة قدم أذربيجاني، 26 مايو 1990 – )
- ديميتري نازاروف (لاعب كرة قدم، 4 أبريل 1990[34] – )
- رازي جولامي شعباني (سياسية إيرانية، 21 أبريل 1925 – 28 يناير 2013)
- سينان ساميل سام (ملاكم تركي، 23 يونيو 1974 – 30 أكتوبر 2015)
- عزيز أصلي (9 أبريل 1938 – 23 أبريل 2015)

## وصلات خارجية
- موقع وزارة الخارجية الأذربيجانية
- موقع وزارة الخارجية الألمانية